# Distrikt Ittoqqortoormiit
Ittoqqortoormiit ist seit 2009 ein grönländischer Distrikt in Ostgrönland. Er ist deckungsgleich mit der von 1963 bis 2008 bestehenden Gemeinde Ittoqqortoormiit.

## Lage
Der Distrikt Ittoqqortoormiit liegt im Osten Grönlands. Im Norden grenzt er an den Nordost-Grönland-Nationalpark, im Süden an den Distrikt Ammassalik.

## Geschichte
Die Gemeinde Ittoqqortoormiit entstand 1963 durch die Dekolonialisierung des Kolonialdistrikts Scoresbysund.
Mit der Einrichtung des Nordost-Grönland-Nationalparks am 22. Mai 1974 etwa nördlich des Breitengrades 71° Nord wurde der rund 700.000 km² große und praktisch unbewohnte Teil im Norden (nur drei Stationen mit einer Besetzung von weniger 30 Menschen) aus der Gemeinde herausgelöst.
1985 wurde der Flughafen Nerlerit Inaat privat errichtet, der seit 1990 staatlich betrieben wird. Er liegt in unbewohntem Gebiet 38 km nordwestlich von Ittoqqortoormiit.
Uunarteq und Itterajivit sind seit den 2000er Jahren verlassen, womit Ittoqqortoormiit der einzige zivile Ort der Gemeinde wurde.
Bei der Verwaltungsreform 2009 wurde die Gemeinde Ittoqqortoormiit in die Kommuneqarfik Sermersooq eingegliedert und zu einem Distrikt.

## Orte
Neben der Stadt Ittoqqortoormiit befinden sich heute keine bewohnten Dörfer mehr im Distrikt. Lediglich der Flughafen Nerlerit Inaat hat noch einige Personen Personal.
Daneben befanden sich die folgenden mittlerweile verlassenen Siedlungen in der damaligen Gemeinde bzw. im heutigen Distrikt:
- Itterajivit
- Uunarteq

## Wappen
Das Wappen zeigt eine blaue Spitze auf weißem Grund, neben der sich zwei blaue Moschusochsenköpfe befinden. Die Spitze symbolisiert den Kangertittivaq, das längste Fjordsystem der Welt, während die Moschusochsen das einzige größere Landsäugetier der Gemeinde darstellen. Das Wappen wurde 1971 angenommen.

## Bevölkerungsentwicklung
Die Einwohnerzahl des Distrikts ist seit der Jahrtausendwende stark rückläufig.